# Tildia pseudolycia
Tildia pseudolycia is een vlinder uit de familie Nymphalidae. De wetenschappelijke naam van de soort is voor het eerst voorgesteld door Arthur Gardiner Butler in een publicatie uit 1874.

## Verspreiding
Deze vlindersoort komt voor in de savannes van Soedan, Ethiopië, Congo-Kinshasa, Oeganda, Kenia, Tanzania, Angola, Zambia en Zimbabwe.

## Ondersoorten
- Tildia pseudolycia pseudolycia (Butler, 1874) (Lualaba, Maniema in Congo-Kinshasa, Angola, West-Zambia)
  - = Acraea pseudolycia pseudolycia Butler, 1874
- Tildia pseudolycia astrigera (Butler, 1899) (Soedan, Ethiopië, Noord-Oeganda, Kenia, Tanzania, Oost-Zambia
  - = Acraea astrigera Butler, 1899
  - = Acraea pseudolycia astrigera Butler, 1899
  - = Acraea emini Weymer, 1903